# Madonna Medici
Madonna Medici (Madonna z czterema świętymi) – obraz tablicowy niderlandzkiego malarza Rogiera van der Weydena.
Według Martin Davies obraz powstał w latach 1449-1450; Erwin Panofsky datuje obraz na rok 1450. Badania dendrochronologiczne wykazuje jednak że dzieło mogło powstać najwcześniej po 1453 roku, czyli po powrocie Weydena z podróży po Włoszech. Temat Sacra Conversazione istniał już w Niderlandach, takie ujęcie wykorzystywał Jan van Eyck (Madonna kanonika van der Paele) choć sposób ujęcia Madonny zaprezentowany przez Weydena jest bardziej rygorystyczny nawiązujący do typu włoskiego.

## Opis obrazu
Obraz został wykonany dla kogoś pochodzącego z kręgu florenckiej rodziny Medyceuszy lub dla nich samych. Wskazuje na to herb umieszczony w centralnej części iluzyjnej ramy oraz obecność na obrazie patrona miasta Jana Chrzciciela i patronów rodu Medici: lekarzy-bliźniaków św.Kosmy i św. Damiana. Według brytyjskiego historyka sztuki, specjalisty od okresu renesansu, Paula Nuttalla wizerunki świętych mają rysy Giovannego i Piera de Medici; wniosek taki wyciągnął na podstawie porównania wizerunków z popiersiami obu Medyceuszy autorstwa Mina de Fiesole z 1453 roku, znajdującymi się obecnie w Museo del Bargello we Florencji. Kosma stoi po prawej stronie w czerwonej tunice. Dyskretnie wkłada do kieszeni monetę, co nawiązuje do legendy według której miał przyjąć niewielką zapłatę za usługę medyczną czym rozzłościł swojego brata Damiana.
Czwartą postacią towarzyszącą Madonnie jest Piotr Apostoł. Jak wnioskuje Ziemba, obraz mógł nie trafić do adresata na co ma wskazywać puste miejsca na tarczach herbowych. 
 Pośrodku, na złotym tle, pod baldachimem pokrytym bogato haftowanym adamaszkiem stoi Madonna karmiąca małego Jezusa. Motyw Madonny Karmiącej Weyden wykorzystywał wielokrotnie w swoich przedstawieniach Madonny, poczynając od jej wizerunków z Marii z Dzieciątkiem stojąca w niszy i Św. Katarzyny poprzez Marię tronującą w niszy kończąc na Dyptyku Jeana Grosa. 
Scena Sacra Conversazione ukazana została pod iluzyjnym łukiem, motywie być może zaczerpniętym z Ołtarza św. Łucji Domenica Venezianego, na optycznym progu obrazu oddzielający hieratyczną reprezentację osób świętych w sferze sacrum od przestrzeni widza-wiernego. Nad progiem Weyden z bardzo dużą dokładnością maluje elementy martwej natury; pośrodku parapetu stoi pozłacana, metaliczna amfora, z której wystają białe lilie symbolizujące czystość Dziewicy oraz czerwone kwiaty symbolizujące miasto Florencja.